# Chamaedorea lucidifrons
Chamaedorea lucidifrons är en enhjärtbladig växtart som beskrevs av Liberty Hyde Bailey. Chamaedorea lucidifrons ingår i släktet Chamaedorea och familjen Arecaceae. Inga underarter finns listade i Catalogue of Life.